# Roland Le Clerc
Roland Le Clerc (Saint-Brieuc, 30 maggio 1963) è un ex ciclista su strada francese.

## Palmarès
- 1989 (Seat-Orbea, 3 vittorie)

Grand Prix de Cannes
1ª tappa Route du Pays Basque
4ª tappa Giro del Lussemburgo (Rosport > Bertrange)
- 1991 (Amaya Seguros, 1 vittoria)

Trofeo Comunidad Foral de Navarra

## Piazzamenti

### Grandi Giri
- Giro d'Italia

1987: 79º
- Tour de France

1987: 107º
1989: 70º
1989: 116º
1990: 84º
1991: 106º
- Vuelta a España

1986: 57º
1988: 91º
1989: 63º
1991: 62º